# Epidendrum stiliferum
Epidendrum stiliferum är en orkidéart som beskrevs av Robert Louis Dressler. Epidendrum stiliferum ingår i släktet Epidendrum och familjen orkidéer. Inga underarter finns listade i Catalogue of Life.